# Лісево (Хелмінський повіт)
Лісево (пол. Lisewo, нім. Lissewo, 1942-45: Lissen) — село в Польщі, у гміні Лісево Хелмінського повіту Куявсько-Поморського воєводства.
Населення — 1759 осіб (2011).
У 1975-1998 роках село належало до Торунського воєводства.

## Демографія
Демографічна структура станом на 31 березня 2011 року:
|          | Загалом | Допрацездатний вік | Працездатний вік | Постпрацездатний вік |
| -------- | ------- | ------------------ | ---------------- | -------------------- |
| Чоловіки | 849     | 199                | 571              | 79                   |
| Жінки    | 910     | 201                | 533              | 176                  |
| Разом    | 1759    | 400                | 1104             | 255                  |